# Dupondius de Nîmes

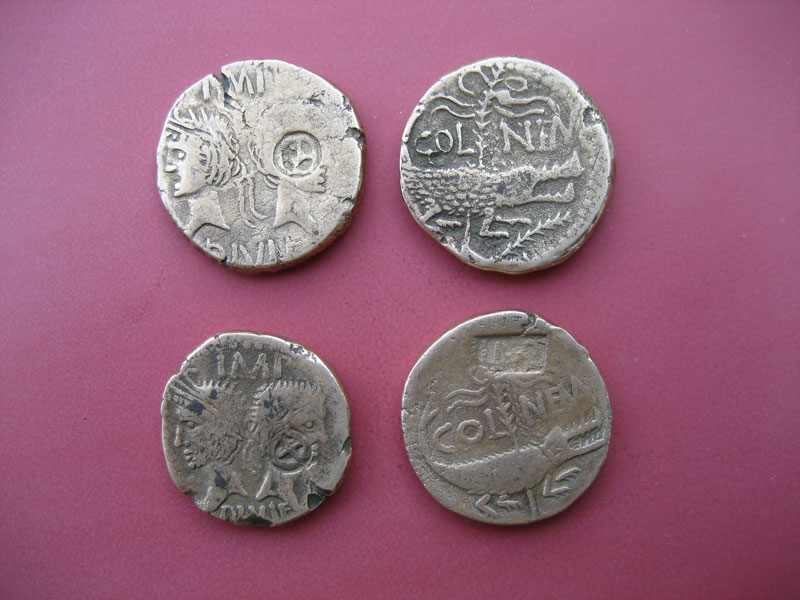
Dupondius de Nîmes
Avers : double portrait IMP(erator) DIVI F(ilius)
Revers : crocodile et palme COL(olonia) NEM(ausus)

Dupondius de Nîmes est le nom donné à des pièces de monnaie romaines en alliage de cuivre frappées à Nîmes.

## Les émissions monétaires
Nîmes fut un des plus importants ateliers provinciaux de fabrication de monnaie. Deux coins (pièces métalliques servant à frapper la monnaie) ont été retrouvés à l'occasion des fouilles de la Fontaine au XVIIIe siècle. Une découverte exceptionnelle, car si les emplacements des ateliers monétaires étaient généralement connus, lors des fouilles (quand elles étaient possibles) on ne retrouvait que les fondations du bâtiment, ou au mieux des restes de fours, mais sans outils, et encore moins avec les coins pour frapper les monnaies  .
À l'époque d'Auguste, vers -27/-28, Nîmes émet une monnaie originale, dite l'as "au crocodile",.
L'avers montre les bustes adossés d'Auguste, fils du divin (DIVI F) sous-entendu César, représenté avec la couronne de lauriers et de son gendre et ami Agrippa, représenté avec la couronne rostrale, réservée aux vainqueurs de batailles navales.
Au revers, un crocodile enchaîné à une palme symbolise la soumission de l'Égypte à Rome. À noter que la palme est un attribut d'Apollon, dieu protecteur d'Octave, et qu'un sanctuaire à Apollon se trouvait en face du site de la bataille d'Actium.
Ces deux faces commémorent la victoire navale d'Actium remportée par Octave et Agrippa sur Marc Antoine et Cléopâtre en 31 av. J.-C.
Cette monnaie apparaît souvent sous la dénomination « as », qui reste encore usuelle chez les numismates. Mais il s'agit d'un abus de langage puisqu'elle s'apparente en fait, selon la réforme augustéenne (19 av. J.-C.), à un dupondius, numéraire équivalent à deux fois la valeur d'un as. Ceci explique que ces monnaies ont souvent été coupées en deux parties égales, éventuellement en quatre, afin de créer ainsi, à la suite d'un manque d'espèces, des as, voire des semis (demi-as). G. Depeyrot estime ausi que la présence de deux portraits sur une monnaie équivaut à cette époque à l'indication d'une valeur de deux as. L'alliage employé pour la frappe n'est d'ailleurs pas du bronze (alliage de cuivre et d'étain) mais du laiton (cuivre et zinc), alliage plus précieux du fait de la plus grande rareté du zinc par rapport à l'étain.
On retrouve souvent cette monnaie coupée en deux, la moitié valant alors un as. Cette monnaie circulera encore dans l'empire, plus particulièrement en Gaule, sous le règne de Tibère (14 à 37 ap. J.-C.) mais elle est retirée de la circulation vers 30-40 apr. J.-C.